# Whitstone
 (septembre 2023).
Whitstone est une paroisse civile et un village des Cornouailles, en Angleterre.